# Kościół Świętej Trójcy w Szemrowicach
Kościół Świętej Trójcy – rzymskokatolicki kościół parafialny położony przy ul. Cichej 2 we wsi Szemrowice (gmina Dobrodzień). Kościół należy do parafii Świętej Trójcy w Szemrowicach w dekanacie Dobrodzień, diecezji opolskiej.

## Historia kościoła
Około 1500 roku zostaje wybudowany w Szemrowicach drewniany, modrzewiowy kościół, pod wezwaniem św. Trójcy. W 1847 roku kościół przechodzi remont. W tym czasie był on filią parafii w Dobrodzieniu. Na początku XX wieku mieszkańcy rozpoczynają starania o utworzenie samodzielnej parafii. Warunkiem jej erygowania była budowa plebanii, toteż 6 czerwca 1924 roku rusza jej budowa. 11 listopada 1925 roku Szemrowice, dekretem biskupa opolskiego stają się parafią. 21 maja 1965 roku pożar doszczętnie strawił drewnianą świątynię. Staraniem mieszkańców i parafian już w 1967 roku rozpoczynają się prace przy budowie nowego kościoła parafialnego. 8 października 1972 roku, ks. biskup opolski Franciszek Jop dokonuje konsekracji obecnego kościoła.

## Organy
W 1834 roku w świątyni zostały zamontowane pierwsze organy, których fundatorką była Katarzyna Szczygieł, mieszkanka wsi. Obecny instrument został wybudowany w 1977 roku przez Bronisława Cepkę. Sekcje manuału I i pedału znajdują się na chórze, a sekcje manuałów II i III symetrycznie po bokach prezbiterium. 
Dyspozycja instrumentu:
| Manuał I                        | Manuał II           | Manuał III             | Pedał                |
| ------------------------------- | ------------------- | ---------------------- | -------------------- |
| 1. Kwintaton 16'                | 1. Flet koniczny 8' | 1. Flet kryty 8'       | 1. Subbas 16'        |
| 2. Salicjonał 8'                | 2. Koppelflet 4'    | 2. Pryncypał rogowy 8' | 2. Pryncypał bas 16' |
| 3. Flet koncertowy 8'           | 3. Salicet 4'       | 3. Viola 8'            | 3. Basflet 8'        |
| 4. Pryncypał 8'                 | 4. Flet pusty 2'    | 4. Flet rurkowy 4'     | 4. Oktawbas 8'       |
| 5. Flet koniczny 4'             | 5. Tercflet 1 3/5'  | 5. Pryncypał 4'        | 5. Chorałbas 4'      |
| 6. Oktawa 4'                    | 6. Oktawa 1'        | 6. Nassart 2 2/3'      | 6. Okaryna 2'        |
| 7. Flet leśny 2'                | 7. Cymbel 3-ch.     | 7. Oktawa 2'           | 7. Mixtura 4-ch.     |
| 8. Sesquialtera 2 2/3' + 1 3/5' | 8. Dulcian 16'      | 8. Sifflet 1 1/3'      | 8. Bombarde 16'      |
| 9. Mixtura 6-ch.                |                     | 9. Szarf 4-ch.         |                      |
| 10. Trąba 8'                    |                     | 10. Mixtura 4-5-ch.    |                      |
|                                 |                     | 11. Mussete 8'         |                      |